# 阿波製紙
阿波製紙株式会社（あわせいし、英: Awa Paper Mfg. Co.,Ltd.）は、日本の紙製品・繊維製品メーカー。各種産業用機能紙や不織布の製造を主力とする。

## 主な製品
- 濾紙 - ドライクリーニング用フィルター、食用油用フィルターなど
- 耐熱紙 - 熱交換器用原紙など
- 耐水・耐薬品紙 - コースター用原紙、脱酸素剤用包材など
- 建材 - 床材用原紙、不燃化粧板など
- 電気製品関連 - 電気掃除機用紙パック、加湿器・除湿機用原紙、電子蚊取マット用含浸紙など
- その他産業用 - ガスケット、結露防止シートなど
- 光触媒を利用した抗菌紙「izi」
- 書道用半紙

## 沿革
- 1916年 - 会社設立
- 1989年 - 阿南工場建設
- 2012年10月23日 - 東京証券取引所2部上場
- 2016年10月7日 - 東京証券取引所1部へ指定替え

## 拠点
- 徳島事業所徳島工場・研究所 - 〒770-0005 徳島市南矢三町3-10-18
- 徳島事業所小松島工場 - 〒773-0031 徳島県小松島市和田島町字松田新田91
- 阿南事業所 - 〒774-0021 徳島県阿南市津乃峰町新浜72-3
- 東京支店 - 〒104-0032 東京都中央区八丁堀3丁目7番1号
- Thai United Awa Paper Co., Ltd.
- 阿波濾材（上海）有限公司